# Molophilus claessoni
Molophilus claessoni är en tvåvingeart som beskrevs av Mendl 1986. Molophilus claessoni ingår i släktet Molophilus och familjen småharkrankar. Inga underarter finns listade i Catalogue of Life.